# École du Louvre
École du Louvre este o instituție publică de învățământ superior francez situată în Palatul Luvru din Paris, unde sunt predate cursuri de istoria artei.
Fondată în 1882 într-o aripă a Muzeului Luvru, instituția a fost concepută inițial pentru studiul arheologiei, mediului și nevoilor. educatie inalta. Din punct de vedere organizatoric și administrativ, depinde de Ministerul Culturii francez și din 1997 este considerată persoană juridică de drept public.